# Vratislao II di Boemia
Vratislao II (in lingua ceca Vratislav II.; 1032/1035 – 14 gennaio 1092) fu il primo re di Boemia, a partire dal 15 giugno 1085; il titolo reale fu, comunque, una concessione di Enrico IV, imperatore dei Romani, e non era ereditario. Prima di essere elevato al rango di re egli governò la Boemia in qualità di duca sin dal 1061: fu uno dei più grandi governatori boemi medievali.

## Biografia
Vratislao era figlio di Bretislao I e Giuditta di Schweinfurt, figlia a sua volta di Enrico di Schweinfurt. Alla morte del padre, avvenuta nel 1055, Vratislao divenne duca di Olomouc. Egli entrò in lotta con il duca di Boemia e fratello Spytihněv II e fu esiliato in Ungheria; riuscì in seguito a riconquistare il suo trono ducale di Moravia grazie all'assistenza ungherese ed infine si riconciliò con il fratello, succedendogli come duca di Boemia.

### Campagne con Enrico IV
Vratislao era un alleato dell'imperatore Enrico IV: egli supportò Enrico sia nella lotta per le investiture che nelle ribellioni in Sassonia che dominarono il suo lungo regno. Papa Gregorio VII, dal momento che si era già guadagnato il supporto di Boleslao II di Polonia, era incline a cercare nel Duca di Boemia qualcuno che lo aiutasse a circondare l'Imperatore con avversari che combattessero per la Chiesa. Il papa confermò quindi a Vratislao il privilegio di poter indossare la mitria e la tunica, come aveva fatto il suo predecessore; Gregorio VII espresse inoltre la sua gratitudine per i regolari pagamenti dei tributi alla Santa Sede.
Vratislao si trovò frequentemente in disaccordo con il fratello Jaromir, vescovo di Praga, ed egli indossava i suoi paramenti religiosi attorno al vescovo per irritarlo; Jaromir, dal suo canto, ignorò la creazione di una nuova diocesi in Moravia da parte di Vratislao, nel 1063, e si spinse fino a recuperare con le armi le reliquie rimosse da Praga e portate in Moravia. Nonostante il sostegno del papa per la nuova sede di Vratislao, il duca di Boemia era incrollabile nella sua fedeltà all'imperatore.
Nel 1070 i sassoni si ribellarono sotto la guida del loro duca di Sassonia Magnus e del duca di Baviera Ottone di Northeim, mentre Boleslao di Polonia attaccò la Boemia l'anno seguente. Nell'agosto 1073 Enrico IV rispose all'offensiva con un attacco alla Polonia, ma una nuova rivolta in Sassonia lo costrinse a ritirarsi nel 1075. Vratislao si unì all'Imperatore ed insieme furono in grado di sconfiggere i ribelli il 9 giugno alla prima battaglia di Langensalza; le truppe boeme, in quell'occasione, dimostrarono molto coraggio. In seguito Enrico portò con sé Jaromir in Germania per farne il suo cancelliere e gli diede il nome di Gebeardo, contribuendo a sollevare Vratislao da un problema.
Vratislao partecipò inoltre alle guerre contro gli antire che si opposero al governo di Enrico e furono eletti da una parte della nobiltà per rimpiazzarlo; alla battaglia di Flarchheim l'aiuto del contingente di Vratislao fu fondamentale per consentire alle armate imperiale di prevalere sui ribelli del pretendente, appoggiato dal papa, Rodolfo di Rheinfelden, duca di Svevia. Vratislao riuscì ad impadronirsi della spada d'oro di Rodolfo e da quel momento, nelle occasioni ufficiali, veniva posta di fronte a Vratislao.

### Relazioni con il papato
Vratislao formò un esercito per servire nella campagna militare di Enrico in Italia del 1081; nel 1083 Vratislao e i suoi boemi erano al fianco di Enrico quando egli entrò a Roma.
Nonostante il fatto che fosse al servizio di un imperatore scomunicato, Vratislao mantenne buone relazioni con il papato; ciononostante, Gregorio VII rifiutò a Vratislao il permesso di utilizzare la liturgia slava. In ogni caso, Vratislao non legò mai il suo destino a Clemente III, l'antipapa imperiale.

### Espansionismo
Vratislao desiderava da tempo ricevere le marche slave di Meißen e della Lusazia, ma, nonostante le promesse di Enrico IV e i successi boemi contro i margravi ribelli, egli non le ricevette mai. Detenne la Bassa Lusazia tra il 1075 ed 1086, ma nel 1088, con l'insurrezione di Egberto II di Meißen, l'imperatore garantì la regione ad Enrico I di Wettin. Vratislao cominciò quindi a dimostrarsi piuttosto freddo nei confronti delle avventure militari di Enrico: anche se non venne mai alla sua lealtà, Vratislao smise di supportare militarmente l'impero.

### Affari interni

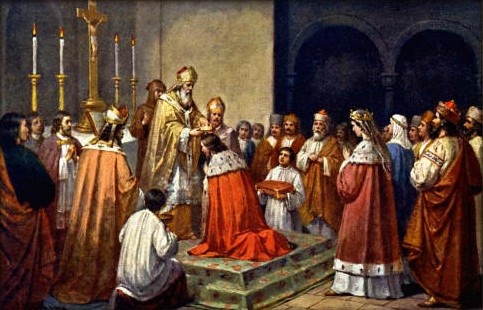
L'incoronazione di Vratislao II

La tradizione della dinastia Přemyslide prevedeva che la Moravia venisse concessa al fratello minore del principe regnante; nel caso di Vratislao, i suoi due fratelli minori, Corrado e Ottone, ereditarono invece Brno e Olomouc, mentre il più giovane, Jaromir, seguì la carriera ecclesiastica. Nel tempo crebbe l'inimicizia tra i fratelli: fu così che Vratislao fondò la diocesi di Olomouc, suffraganea dell'arcidiocesi di Magonza, per contrastare l'autorità di Ottone nella regione. Sia il papa che l'Imperatore intervennero in qualità di arbitri in questi conflitti, che vennero parzialmente risolti quando Enrico nominò Jaromir cancelliere nel 1077. Nell'aprile 1085, una dieta si riunì a Magonza e soppresse la sede della Moravia, ma in seguito Vratislao la rifondò. Jaromir protestò a Roma con il papa Urbano II, ma morì nel 1090, portando con sé nella tomba le sue rimostranze.
Gli ultimi anni di vita di Vratislao furono occupati da numerose dispute dinastiche: quando il fratello Ottone morì nel 1086, il duca di Boemia diede Olomouc al figlio Boleslao, e questa mossa venne vista come un atto contro gli interessi di Corrado. Vratislao formò quindi un'armata da inviare contro il fratello, guidata dall'altro figlio, Bretislao. Quest'ultimo, però, si rivoltò contro il padre e Vratislao lo escluse dalla successione e, secondo l'uso boemo, designò il proprio successore: Corrado. Questo aiutò a riconciliare i due fratelli: essi si unirono nello sconfiggere Bretislao, che fuggì quindi in Ungheria.
Vratislao morì il 14 gennaio 1092 per una ferita di caccia, dopo un regno durato trent'anni. Venne sepolto nella basilica di San Pietro e Paolo nel castello di Vyšehrad di Praga.

## Matrimoni e discendenza
Vratislao si sposò tre volte nella sua vita. La prima moglie fu Maria, morta durante il parto di un figlio prematuro.
Si sposò in seconde nozze, nel 1057, con la principessa Adelaide, figlia di re Andrea I d'Ungheria. Essi ebbero quattro figli:
- Vratislao († 1061);
- Giuditta (1056 o 1058 – 1086): sposò Ladislao Herman, figlio di Casimiro I di Polonia;
- Ludmilla († dopo il 1100);
- Bretislao II, duca di Boemia (circa 1060 – 22 dicembre 1100).

Adelaide morì nel 1061 e nel 1062 Vratislao convolò nuovamente a nozze con Świętosława di Polonia, figlia di Casimiro I. Essi ebbero cinque figli:
- Boleslao († 1091);
- Bořivoj II, duca di Boemia (circa 1064 – 2 febbraio 1124);
- Vladislao I, duca di Boemia († 12 aprile 1125);
- Sobeslao I, duca di Boemia († 14 febbraio 1140);
- Giuditta (circa 1066 – 9 dicembre 1108), che sposò Wiprecht di Groitzsch.

## Ascendenza
|                         |                         |                      | Genitori               |  |  | Nonni |  |  | Bisnonni              |  |  | Trisnonni            |  |
|                         |                         |                      |                        |  |  |       |  |  | Boleslao II di Boemia |  |  | Boleslao I di Boemia |  |
|                         |                         |                      |                        |  |  |       |  |  | Boleslao II di Boemia |  |  | Boleslao I di Boemia |  |
|                         |                         | Biagota              |                        |  |  |       |  |  | Boleslao II di Boemia |  |  |                      |  |
| Ulrico di Boemia        |                         |                      |                        |  |  |       |  |  | Boleslao II di Boemia |  |  |                      |  |
|                         |                         | …                    | …                      |  |  |       |  |  |                       |  |  |                      |  |
|                         |                         | …                    | …                      |  |  |       |  |  |                       |  |  |                      |  |
|                         |                         | …                    | …                      |  |  |       |  |  |                       |  |  |                      |  |
| Bretislao I di Boemia   |                         | …                    |                        |  |  |       |  |  |                       |  |  |                      |  |
|                         |                         | …                    | …                      |  |  |       |  |  |                       |  |  |                      |  |
|                         |                         | …                    | …                      |  |  |       |  |  |                       |  |  |                      |  |
|                         |                         | …                    | …                      |  |  |       |  |  |                       |  |  |                      |  |
| Božena di Boemia        |                         | …                    |                        |  |  |       |  |  |                       |  |  |                      |  |
|                         |                         | …                    | …                      |  |  |       |  |  |                       |  |  |                      |  |
|                         |                         | …                    | …                      |  |  |       |  |  |                       |  |  |                      |  |
|                         |                         | …                    | …                      |  |  |       |  |  |                       |  |  |                      |  |
| Vratislao II di Boemia  |                         | …                    |                        |  |  |       |  |  |                       |  |  |                      |  |
|                         | Bertoldo di Schweinfurt | …                    |                        |  |  |       |  |  |                       |  |  |                      |  |
|                         | Bertoldo di Schweinfurt | …                    |                        |  |  |       |  |  |                       |  |  |                      |  |
|                         | Bertoldo di Schweinfurt | …                    |                        |  |  |       |  |  |                       |  |  |                      |  |
| Enrico di Schweinfurt   | Bertoldo di Schweinfurt |                      |                        |  |  |       |  |  |                       |  |  |                      |  |
|                         |                         | Eilika di Walbeck    | Lotario II di Walbeck  |  |  |       |  |  |                       |  |  |                      |  |
|                         |                         | Eilika di Walbeck    | Lotario II di Walbeck  |  |  |       |  |  |                       |  |  |                      |  |
|                         |                         | Eilika di Walbeck    | …                      |  |  |       |  |  |                       |  |  |                      |  |
| Giuditta di Schweinfurt |                         | Eilika di Walbeck    |                        |  |  |       |  |  |                       |  |  |                      |  |
|                         |                         | Eriberto di Wetterau | Odo di Wetterau        |  |  |       |  |  |                       |  |  |                      |  |
|                         |                         | Eriberto di Wetterau | Odo di Wetterau        |  |  |       |  |  |                       |  |  |                      |  |
|                         |                         | Eriberto di Wetterau | …                      |  |  |       |  |  |                       |  |  |                      |  |
| Gerberga di Gleiberg    |                         | Eriberto di Wetterau |                        |  |  |       |  |  |                       |  |  |                      |  |
|                         |                         | Irmtrud di Avalgau   | Megingaudo di Gheldria |  |  |       |  |  |                       |  |  |                      |  |
|                         |                         | Irmtrud di Avalgau   | Megingaudo di Gheldria |  |  |       |  |  |                       |  |  |                      |  |
|                         |                         | Irmtrud di Avalgau   | Gerberga di Lorena     |  |  |       |  |  |                       |  |  |                      |  |
|                         |                         | Irmtrud di Avalgau   |                        |  |  |       |  |  |                       |  |  |                      |  |

## Antenati
| Boleslao II di Boemia | Boleslao II di Boemia | Boleslao II di Boemia | Boleslao II di Boemia | Boleslao II di Boemia    | Boleslao II di Boemia    |                          |                          | Emma di Mělník/Adiva     | Emma di Mělník/Adiva     | Emma di Mělník/Adiva | Emma di Mělník/Adiva | Emma di Mělník/Adiva  | Emma di Mělník/Adiva  |                       |                       | ?                     | ?                     | ? | ? | ?                | ?                |                  |                  | ?                | ?                | ? | ? | ?                      | ? |  |  | Bertoldo di Schweinfurt | Bertoldo di Schweinfurt | Bertoldo di Schweinfurt | Bertoldo di Schweinfurt | Bertoldo di Schweinfurt | Bertoldo di Schweinfurt |                       |                       | Eilika di Walbeck     | Eilika di Walbeck     | Eilika di Walbeck | Eilika di Walbeck | Eilika di Walbeck       | Eilika di Walbeck       |                         |                         | Eriberto di Wetterau    | Eriberto di Wetterau    | Eriberto di Wetterau | Eriberto di Wetterau | Eriberto di Wetterau | Eriberto di Wetterau |                      |                      | Irmtrud di Avalgau   | Irmtrud di Avalgau   | Irmtrud di Avalgau | Irmtrud di Avalgau | Irmtrud di Avalgau | Irmtrud di Avalgau |
| Boleslao II di Boemia | Boleslao II di Boemia | Boleslao II di Boemia | Boleslao II di Boemia | Boleslao II di Boemia    | Boleslao II di Boemia    |                          |                          | Emma di Mělník/Adiva     | Emma di Mělník/Adiva     | Emma di Mělník/Adiva | Emma di Mělník/Adiva | Emma di Mělník/Adiva  | Emma di Mělník/Adiva  |                       |                       | ?                     | ?                     | ? | ? | ?                | ?                |                  |                  | ?                | ?                | ? | ? | ?                      | ? |  |  | Bertoldo di Schweinfurt | Bertoldo di Schweinfurt | Bertoldo di Schweinfurt | Bertoldo di Schweinfurt | Bertoldo di Schweinfurt | Bertoldo di Schweinfurt |                       |                       | Eilika di Walbeck     | Eilika di Walbeck     | Eilika di Walbeck | Eilika di Walbeck | Eilika di Walbeck       | Eilika di Walbeck       |                         |                         | Eriberto di Wetterau    | Eriberto di Wetterau    | Eriberto di Wetterau | Eriberto di Wetterau | Eriberto di Wetterau | Eriberto di Wetterau |                      |                      | Irmtrud di Avalgau   | Irmtrud di Avalgau   | Irmtrud di Avalgau | Irmtrud di Avalgau | Irmtrud di Avalgau | Irmtrud di Avalgau |
|                       |                       |                       |                       |                          |                          |                          |                          |                          |                          |                      |                      |                       |                       |                       |                       |                       |                       |   |   |                  |                  |                  |                  |                  |                  |   |   |                        |   |  |  |                         |                         |                         |                         |                         |                         |                       |                       |                       |                       |                   |                   |                         |                         |                         |                         |                         |                         |                      |                      |                      |                      |                      |                      |                      |                      |                    |                    |                    |                    |
|                       |                       |                       |                       | Ulrico/Oldřich di Boemia | Ulrico/Oldřich di Boemia | Ulrico/Oldřich di Boemia | Ulrico/Oldřich di Boemia | Ulrico/Oldřich di Boemia | Ulrico/Oldřich di Boemia |                      |                      |                       |                       |                       |                       |                       |                       |   |   | Božena di Boemia | Božena di Boemia | Božena di Boemia | Božena di Boemia | Božena di Boemia | Božena di Boemia |   |   |                        |   |  |  |                         |                         |                         |                         | Enrico di Schweinfurt   | Enrico di Schweinfurt   | Enrico di Schweinfurt | Enrico di Schweinfurt | Enrico di Schweinfurt | Enrico di Schweinfurt |                   |                   |                         |                         |                         |                         |                         |                         |                      |                      | Gerberga di Gleiberg | Gerberga di Gleiberg | Gerberga di Gleiberg | Gerberga di Gleiberg | Gerberga di Gleiberg | Gerberga di Gleiberg |                    |                    |                    |                    |
|                       |                       |                       |                       | Ulrico/Oldřich di Boemia | Ulrico/Oldřich di Boemia | Ulrico/Oldřich di Boemia | Ulrico/Oldřich di Boemia | Ulrico/Oldřich di Boemia | Ulrico/Oldřich di Boemia |                      |                      |                       |                       |                       |                       |                       |                       |   |   | Božena di Boemia | Božena di Boemia | Božena di Boemia | Božena di Boemia | Božena di Boemia | Božena di Boemia |   |   |                        |   |  |  |                         |                         |                         |                         | Enrico di Schweinfurt   | Enrico di Schweinfurt   | Enrico di Schweinfurt | Enrico di Schweinfurt | Enrico di Schweinfurt | Enrico di Schweinfurt |                   |                   |                         |                         |                         |                         |                         |                         |                      |                      | Gerberga di Gleiberg | Gerberga di Gleiberg | Gerberga di Gleiberg | Gerberga di Gleiberg | Gerberga di Gleiberg | Gerberga di Gleiberg |                    |                    |                    |                    |
|                       |                       |                       |                       |                          |                          |                          |                          |                          |                          |                      |                      |                       |                       |                       |                       |                       |                       |   |   |                  |                  |                  |                  |                  |                  |   |   |                        |   |  |  |                         |                         |                         |                         |                         |                         |                       |                       |                       |                       |                   |                   |                         |                         |                         |                         |                         |                         |                      |                      |                      |                      |                      |                      |                      |                      |                    |                    |                    |                    |
|                       |                       |                       |                       |                          |                          |                          |                          |                          |                          |                      |                      | Bretislao I di Boemia | Bretislao I di Boemia | Bretislao I di Boemia | Bretislao I di Boemia | Bretislao I di Boemia | Bretislao I di Boemia |   |   |                  |                  |                  |                  |                  |                  |   |   |                        |   |  |  |                         |                         |                         |                         |                         |                         |                       |                       |                       |                       |                   |                   | Giuditta di Schweinfurt | Giuditta di Schweinfurt | Giuditta di Schweinfurt | Giuditta di Schweinfurt | Giuditta di Schweinfurt | Giuditta di Schweinfurt |                      |                      |                      |                      |                      |                      |                      |                      |                    |                    |                    |                    |
|                       |                       |                       |                       |                          |                          |                          |                          |                          |                          |                      |                      | Bretislao I di Boemia | Bretislao I di Boemia | Bretislao I di Boemia | Bretislao I di Boemia | Bretislao I di Boemia | Bretislao I di Boemia |   |   |                  |                  |                  |                  |                  |                  |   |   |                        |   |  |  |                         |                         |                         |                         |                         |                         |                       |                       |                       |                       |                   |                   | Giuditta di Schweinfurt | Giuditta di Schweinfurt | Giuditta di Schweinfurt | Giuditta di Schweinfurt | Giuditta di Schweinfurt | Giuditta di Schweinfurt |                      |                      |                      |                      |                      |                      |                      |                      |                    |                    |                    |                    |
|                       |                       |                       |                       |                          |                          |                          |                          |                          |                          |                      |                      |                       |                       |                       |                       |                       |                       |   |   |                  |                  |                  |                  |                  |                  |   |   |                        |   |  |  |                         |                         |                         |                         |                         |                         |                       |                       |                       |                       |                   |                   |                         |                         |                         |                         |                         |                         |                      |                      |                      |                      |                      |                      |                      |                      |                    |                    |                    |                    |
|                       |                       |                       |                       |                          |                          |                          |                          |                          |                          |                      |                      |                       |                       |                       |                       |                       |                       |   |   |                  |                  |                  |                  |                  |                  |   |   | Vratislao II di Boemia |   |  |  |                         |                         |                         |                         |                         |                         |                       |                       |                       |                       |                   |                   |                         |                         |                         |                         |                         |                         |                      |                      |                      |                      |                      |                      |                      |                      |                    |                    |                    |                    |